# Ли Шицзэн
Ли Шицзэн (кит. трад. 李石曾, пиньинь Lǐ Shízēng, 29 мая 1881 — 30 сентября 1973) — педагог, пропагандист анархистского учения, политический активист и член китайской Национальной партии в начале Республиканского Китая.
После прибытия в Париж в 1902 году, Ли получил диплом по химии и биологии, затем, вместе со своими друзьями У Чжихуэем и Чжаном Жэньцзе, стал основателем китайской анархистского движения и сторонником революционной деятельности Сунь Ятсена. Он организовал культурный обмен между Францией и Китаем, с его помощью была создана первая фабрика в Европе по производству соевого творога, а также учебная программа «Работа и учеба», которые привлекали китайских студентов во Францию для работы на заводах. В 1920-е годы четвёрка Ли, Чжан, У и Цай Юаньпэй были известны как яростные антикоммунисты или «Четыре старейшины» китайской Национальной партии.

## Молодость и начало карьеры
Ли родился в семье ученого-чиновника. Хотя его семья происходила из уезда Гаоян, Ли воспитывался в Пекине. Его отец, Ли Хунцзао, был высокий чиновником во время династии Цин. Семья была открытой к новым идеям и к Западу, и Ли было рекомендовано изучать иностранные языки и современные предметы. Когда его отец умер в 1897 году, правительство наградило своего сына званием, которое дало ему право стать чиновником среднего звена.
В 1900 году семья бежала от Ихэтуаньского восстания и вторжения Альянса восьми держав. После возвращения в Пекин, Ли принял участие в банкете в доме соседнего высокого чиновника, который был другом его отца. Там он познакомился с Чжаном Жэньцзе, сыном процветающего торговца шелком, чья семья купила ему диплом и приехала в столицу, чтобы организовать соответствующую контору. Вскоре они обнаружили, что разделяют идеи реформы китайского правительства и общества, это стало началом дружбы, которая продолжалась всю их жизнь. Когда Ли был выбран в 1903 году в качестве «студента посольства», чтобы сопровождать нового посла Сунь Баоци в Париже, Чжан присоединился к этой группе в качестве торгового атташе. Ли и Чжан вместе путешествовали, останавливаясь сначала в Шанхае, чтобы встретиться с У Чжихуэем, к тому времени уже знаменитому радикальному критику Цинского правительства, где они познакомились с другом У, Цай Юаньпэем.

## Париж, анархизм и китайско-французская дружба
В то время, большинство студентов, которые выезжали за границу, отправлялись на учебу в Японии или США на государственной стипендии. Франция имела репутацию Дома революции и китайские чиновники отказывались спонсировать обучение там. Ли и Чжан, однако, имели связи, и приехали во Францию в декабре 1902 года, в сопровождении своих жен. Посол Сунь было снисходителен, и разрешал Ли тратить свое время на интенсивное изучение французского языка, но Ли покидал посольство, чтобы обучаться в аспирантуре по химии и биологии в Школе практического земледелия в Монтаржи, пригороде к югу от Парижа. За три года он получил ученую степень, а затем отправился в Париж для дальнейшего обучения в Парижском университете и Институте Пастера. Он объявил, что он хотел бы порвать с семейной традицией и не будет заниматься служебной карьерой. Чжан, между тем, начал делать свое состояние, начиная с парижской компании по импорту китайского декоративно-прикладного искусства и сувениров. Ли и Чжан убедили У Чжихуэя приехать в Париж из Эдинбурга, где он посещал лекции в университете. Ли, Чжан и У не забыли о своих революционных целях. На пути обратно в Китай с визитом, Чжан встретил анти-маньчжурского революционера Сунь Ятсена и обещал ему значительную финансовую поддержку. По возвращении в Париж в 1907 году, Чжан пригласил Ли и У присоединиться к организации Тунмэнхой.

### Парижские анархисты
Трое молодых радикала находились в поисках идеи, чтобы объяснить мир и пути, как изменить его. Вскоре они обнаружили, что популярные доктрины анархизма, который они видели, как научно-космополитический набор идей, могли бы принести прогресс в Китае. Ключевой момент разницы с другими революционерами был в том, что для них политическая революция была бессмысленна без культурных изменений. Группа китайских анархистов в Токио, во главе с Лю Шипэем, одобряли возвращение к индивидуалистскому даосизму Древнего Китая, который власти нашли неактуальным, но для парижских анархистов, как выразился историк Петер Зарров, «наука есть истина и истина есть наука». В последующие годы они помогли анархизму стать тотальным, возможно, доминирующим, среди радикальных молодых китайцев..
Парижские анархисты утверждали, что Китаю необходимо отменить Конфуцианскую семейную структуру, освободить женщин, способствовать нравственному личному поведению, и созданию справедливых социальных организаций. Ли писал, что «революции семьи … будет способствовать гуманизму». После достижения этих целей, как рассуждали они, в сознания людей будет ясно и за этим последуют политические улучшения. Тогда авторитарное правительство станет ненужным.
Хотя эти анархисты стремились свергнуть Конфуцианскую ортодоксальность, их идеи резонировали с идеалистическими идеями неоконфуцианства: что человеческая природа в основном хороша; что люди не нуждаются в принуждении или правительстве, чтобы заставить их быть порядочными друг к другу; и что нравственное самосовершенствование приведет людей к реализации себя в обществе, а не освобождает от этого. Для анархистов, как и для поздних имперских неоконфуцианцев, школы были не-авторитарными инструментами личной трансформации и выполняли роль подобно учителю.
В 1906 году Чжан, Ли и У основали первую китайскую анархическую организацию Шицзе Шэ (кит. 世界社, Всемирное общество, иногда переводится как Новое мировой общество). В более поздние годы, до переезда на Тайвань в 1949 году, Шицзе Шэ стало мощным финансовым конгломератом, но на раннем этапе оно работало над программами обучения и радикальными изменениями..
В 1908 году Шицзе Шэ запустило еженедельный журнал Синь Шицзи (кит. 新世紀, Новый век), чтобы познакомить китайских студентов во Франции, Японии и Китае с историей Европейского радикализма. Успешное предприятие Чжана по продаже китайских сувениров, финансировало журнал, У был редактором, Ли является основным автором. Другими авторами были Ван Цзинвэй, Чжан Цзи и Чу Миньи, студент из провинции Чжэцзян, сопровождавший Чжана Жэньцзе обратно из Китая, и ставший его помощником на долгие годы.
Ли охотно читал и переводил очерки Уильяма Годвина, Пьера Жозефа Прудона, Элизе Реклю и классического анархиста Петра Алексеевича Кропоткина, особенно его книги Хлеб и Воля и Взаимопомощь как фактор эволюции. Ли был поражен их аргументами, что сотрудничество и взаимопомощь являются более мощными, чем социал-дарвинистская конкуренция в борьбе за выживание. Ли остался под впечатлением от беседы с писателем Жаном Гравом, сторонником Кропоткина, который провел два года в тюрьме за свою анархистскую деятельность.
Прогресс имел легитимирующий принцип. Ли писал в 1907 году, что
Прогресс идет вперед без остановки, преобразовываясь без конца. Там нет дел или вещей, которые бы не прогрессировали. Такова природа эволюции. То, что не прогрессирует или запаздывает, обязано болезнями у людей и травмами в других вещах. От болезней и травм избавляет не что иное, как революция. Революция не что как другое, уберет прочь препятствия на пути прогресса.
Парижская группа работала на предположении, что наука и рациональность приведет к мировой цивилизации, в которой Китай будет участвовать на равной основе. Они обучались эсперанто, разработанного с научной точки зрения языка, который привел бы к единому глобальному языку превосходящему национальные. Их вера в нравственное самосовершенствование привела Ли к вегетарианству в 1908 году, приверженцем чего он оставался на протяжении всей жизни. Тем не менее, он также полагал, что люди не могли освободить себя просто по своей воле, поэтому нужны были сильные нравственные примеры учителей.
Синь Шицзе призывала даже к реформе китайского театра. Ли сожалел о том, что проводившаяся реформа остановилась на полпути. Он призвал к более глубокой реформе, таких как установка декораций вместо пустой сцены, и разрешение мужчинам и женщинам выступать на одной сцене. Ли консультировался с некоторыми французскими друзьями, прежде чем перевести две современных французских пьесы.
К 1910 году Чжан Жэньцзе, который продолжал путешествовать туда и обратно в Китай для продвижения торговли и поддержки революции, больше не мог финансировать как Сунь Ятсена и журнал, который прекратил публикацию после 121 выпусков.

### Соевый завод и первая программа «Работа и учеба»
Анархисты Ли и Чжан Жэньцзе были практическими предпринимателями, чье дело финансировало их же революционную деятельность. В то время как Чжан постепенно расширял свой бизнес импорта, Ли понял, что он бы мог реализовать свою научную подготовку в производстве соевых продуктов. Он занялся производством тофу, и хотел ознакомить французов с обыденной для китайцев пищей.
В 1908 году Ли открыл завод Caséo-Sojaïne, ставший первым в мире заводом по выпуску соевых молочных продуктов и первым заводом во Франции по производству и продаже тофу (соевый творог).
Завод, расположенный в кирпичном здании на улице Дени Папен в доме 46-48 на севере Парижа, выпускал различные соевые продукты. Варенья, соевые кофе и шоколад, яйца, сыр, творог, соевая мука и печенье — все это хорошо продавалось. Компания предложила бесплатное питание для китайских студентов, которые собирались также участвовать в обсуждении революционной стратегии. В 1909 году завод посетил Сунь Ятсен.
Ли планировал первую программу «Работа и учеба» как способ привлечения молодых китайцев во Францию, обучение которых будет финансироваться за счет работающих на заводе, и характер которой (программы) будет основываться на моральном обучении. Первая программа привела 120 рабочих во Францию. Ли принимал этих рабочих-студентов, называя их «невежественными» и «суеверными», и обещал превратить их в грамотных граждан, которые бы по их возвращению станут моделями для нового Китая. Обучение происходило на китайском и французском языках, и требовало от студентов воздерживаться от табака, алкоголя и азартных игр.
Ли вернулся в Китай в 1909 году, чтобы дополнительно поднять капитал для завода. Опять же, используя родственные связи, он добился интервью с губернатором Чжили, Яном Ляньпу, другом его отца, и добился пожертвования. Его тесть, Яо Сюэюань (1843—1914), глава солепромышленников в Тяньцзине, ходатайствовал в Национальное сообщество торговцев солью для инвестиций. В течение шести месяцев Ли собрал около 400 тысяч долларов. Во Францию он вернулся с пятью рабочими (все из Гаояна, его родных мест).

### Появление соевых продуктов во Франции
В 1905 году, когда Ли ещё был аспирантом, он представил свой первый документ (на французском языке) по вопросу сои на Втором международном молочном конгрессе, проходившем в Париже, и опубликовал его в сборнике трудов конференции. В 1910 году он опубликовал краткий трактат на китайском языке по экономике и пользе для здоровья соевых бобов и соевых продуктов, особенно тофу, а затем в 1912 году, перевел его на французский язык, трактат получил название Le Soja. На ежегодном обеде общества Франции по акклиматизации (Société d’Acclimatation), Ли, по традиции представил новые продукты из малоизвестных растений, в частности, вегетарианская ветчина (jambon végétal), соевый сыр (fromage de Soya), соевые консервы (confitures de Soya, например crème de marron) и соевый хлеб (pain de Soya).
Вместе со своим партнером, в 1912 году, Ли опубликовал 150-страничную брошюру, содержащую серию из восьми предыдущих статей. Брошюра получила название «Соевые бобы: культура, пищевое, лечебное, сельскохозяйственное и промышленное применение» (фр. Le soja: sa culture, ses usages alimentaires, thérapeutiques, agricoles et industriels). Соевые историки Уильям Шуртлеф и Акико Аояги называли эту публикацию «одной из самых ранних, наиболее важных, влиятельных, творческих, интересных, и тщательно исследуемых книг их когда-либо написанных о соевых бобах и соевых продуктах». Ли и инженеры завода разработали и запатентовали оборудование для производства соевого молока и соевого творога, в том числе, получив первый патент на соевое молоко в мире.